# Vallus

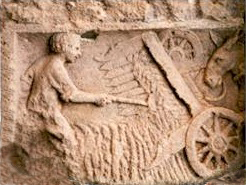
Vallus auf einem Relief aus Buzenol (Belgien), Museum Montauban-Buzenol

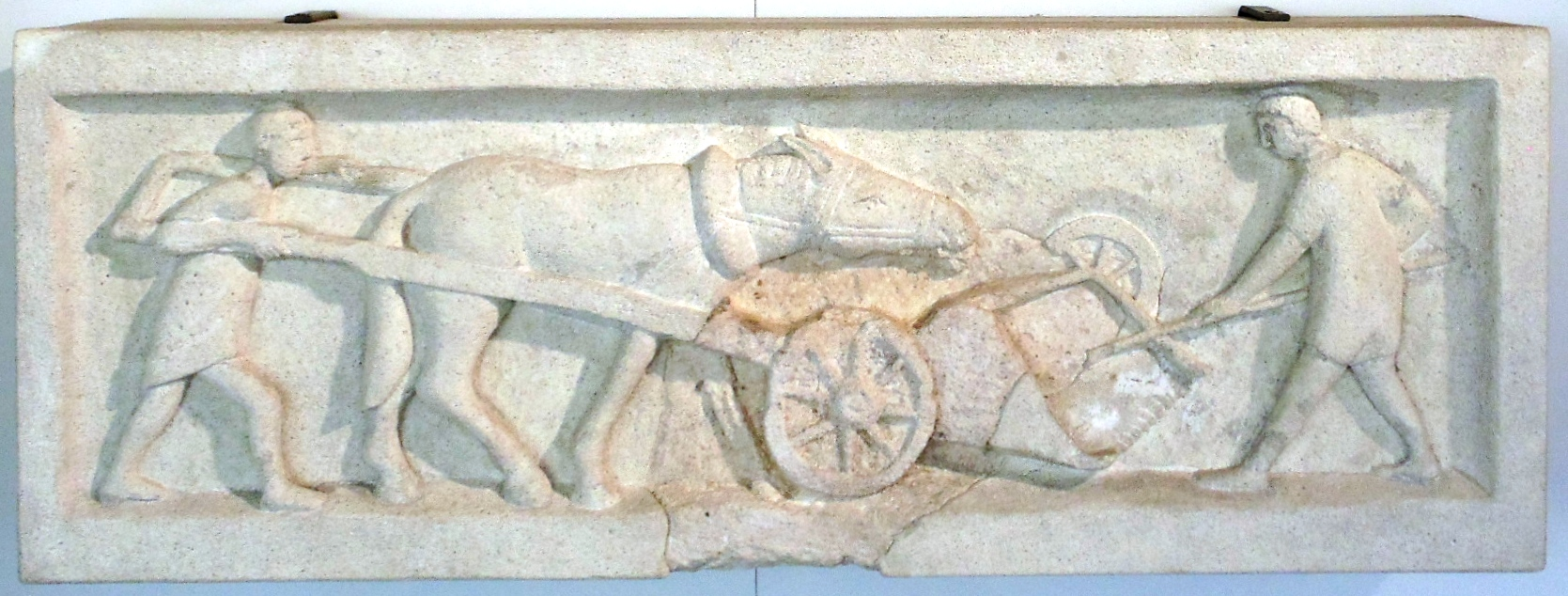
Vallus auf einem weitgehend ergänzten Grabrelief aus Trier, lediglich der kleine Bereich um das Karrenrad ist antik

Vallus (lateinisch „Pfahl“) war eine antike Erntemaschine im gallo-römischen Raum. Es ist ein zweirädriger, von einem Arbeitstier geschobener Karren mit einem schaufelförmigen Aufsatz, der aus vorne zinkenbewehrten Pfählen zusammengesetzt war. An diesen Zinken blieben die Getreideähren hängen, wurden abgerissen und gelangten so in den Kasten.
Das Gerät wird von den römischen Schriftstellern Plinius dem Älteren Mitte des ersten Jahrhunderts n. Chr. und von Palladius – bei ihm vehiculum per messes („Erntemaschine“) genannt, das von einem Ochsen geschoben wird – Mitte des fünften Jahrhunderts erwähnt und mit den Galliern in Verbindung gesetzt. Eingesetzt wurde es wohl bei Getreidearten, bei denen die Ähren abgestreift wurden, vor allem dem Dinkel. Alle fünf epigraphischen Zeugnisse zum vallus konzentrieren sich auf Nord-Ost-Gallien entlang einer Strecke von Reims nach Koblenz. Reliefdarstellungen zeigen meist ein Maultier oder Pferd als Arbeitstier.